# Jardin botanique de Lyon
Der botanische Garten von Lyon ist ein botanischer Garten, der sich im Parc de la Tête d’Or auf 8 Hektar erstreckt, darunter 6500 m² Gewächshäuser. Seine Sammlung umfasst 15.000 Pflanzenarten.

## Der Garten
(Gewächshäuser: siehe Parc de la Tête d’Or–Gewächshäuser)
Abgesehen von den Gewächshäusern außerhalb seiner Umzäunung verfügt der botanische Garten noch über zwei besondere Abteilungen im Innenbereich:
- Alpiner Garten (gesonderte Öffnungszeiten): Er vereinigt die Flora der mittleren Gebirgshöhen aus verschiedenen Kontinenten, wo das Klima der niederen Höhen mit warmen Sommernächten entspricht.
- Botanischer Garten (Öffnungszeiten wie die des Parks): Die Abteilung zeigt aktuelle oder ehemals heimische Pflanzen, die in der Natur vorkommen oder aus Züchtungen stammen.

Die Abteilung der Gebirgspflanzen (auf Felsen angelegt) wird von einem kleinen Wasserarm eingeschlossen. Darin sind Seerosen und Lotospflanzen zu sehen.
Das Hauptgrundstück ist ein Garten, der in verschiedenen Stilen angelegt ist und beim Besucher die Entdeckerfreude wecken soll. Ein kleiner Teich bietet Entspannung. Die Abteilung setzt sich aus folgenden Teilbereichen zusammen:
- Im französischen Garten werden klassische Pflanzen entsprechend der jeweiligen Saison gezeigt (Pfingstrosen, Dahlien u. ä.).
- Im niederländischen Gewächshaus befinden sich fleischfressenden Pflanzen und warmen Teil Wasserpflanzen. Die Häuser liegen in einer Allee mit Magnolien.
- Ein Schulgarten mit halbkreisförmig gezeichneten Gängen im italienischen Stil, zentriert auf die beiden Gewächshäuser.
- Ein Unterholz mit Schatten spendenden Bäumen. Ein kleiner Bach spendet Feuchtigkeit.
- Ein "historischer" Rosengarten gepaart mit einem Rosengarten aus unhybriden Rosen.
- Ein Wintergarten.
- eine kleine Bambusanlage.

Eine kleine Auswahl ausgefallener Bäumen aus dem Arboretum: Tulpenbaum, Zedrachbaum, Talgbaum, Ginkgo, Taschentuchbaum.
Die Besucher können gratis an Führungen teilnehmen. Dies ist ein besonderes Angebot der Stadt und des botanischen Konservatoriums zusammen mit den Besichtigungen im Parc de Gerland.

## Geschichte
Die Geschichte des botanischen Gartens von Lyon beginnt 1796 mit Poullain-Grandprey, als auf Beschluss der Verwaltung des Departement Rhône der Garten des Klosters der Wüste an den Hängen von La Croix-Rousse als botanischer Garten geöffnet wurde.
Am 9. Juni 1803 wird dieser botanische Garten Gemeindeeigentum und zeigt 1805 4.000 einheimische und exotische Pflanzen. Gründung, Leitung und botanische Entwicklung gehen Jean-Emmanuel Gilibert (1741–1814) zurück, ein Arzt und renommierter Botaniker.
Die eigentliche Entstehung des Botanischen Gartens der Stadt Lyon begann erst 1857 im Rahmen der Gestaltung des zukünftigen Parc de la Tête d’Or. Der Park zeichnete sich auf einem Gebiet von 105 Ha am Rhoneufer ab. Die Gestaltung manifestierte sich als ein Spiel mit Schatten, Licht, Wasser und Promenade in frischer Luft.
Nach der Übernahme des Parc de la Tête d’Or durch die Stadt Lyon im Jahr 1856 auf Veranlassung des damaligen Bürgermeisters, des Präfekten Claude-Marius Vaïsse, verschmilzt die Geschichte der beiden Parks. Es dauert fünf Jahre, um dieses ausgedehnte Sumpfland von 117 Ha, das zu den Hospices Civils de Lyon gehörte, zu erschließen. Die Planung wurde dem Landschaftsarchitekten Denis Bühler anvertraut.
Die Sammlungen des botanischen Gartens wachsen schnell an und erweitern sich um die tropische und äquatoriale Flora mit der Errichtung großer Gewächshäuser zwischen 1860 und 1880.
Der Garten soll der Unterrichtung, der Erhaltung und der Forschung dienen. Aus diesem Grund sind verschiedene Einrichtungen vorgesehen: eine botanische Schule, Frühbeete und Gewächshäuser (Einige sind so groß, dass sie für die Öffentlichkeit geöffnet sind.) mit unterschiedlicher Temperatur, eine Orangerie, sowie Gebäude für die Unterbringung des Direktors, des Chefgärtners, für botanische Sammlungen; es gibt einen großen Hörsaal für Vorlesungen über Botanik, Landwirtschaft und Forstwirtschaft. Es ist außerdem vorgesehen spezielle Baumschulen einzurichten: Obstbäume, die besonders mit dem Klima um Lyon zurechtkommen; Straßenbäume, die sich besonders für die Alleen um Lyon eignen. Es werden verschieden weiter Nutzpflanzen gezüchtet, die in das Klima passen.
Die botanische Schule hat eine Fläche von 5.467 m², darin enthalten die Sammlungen mit 3.968 m².

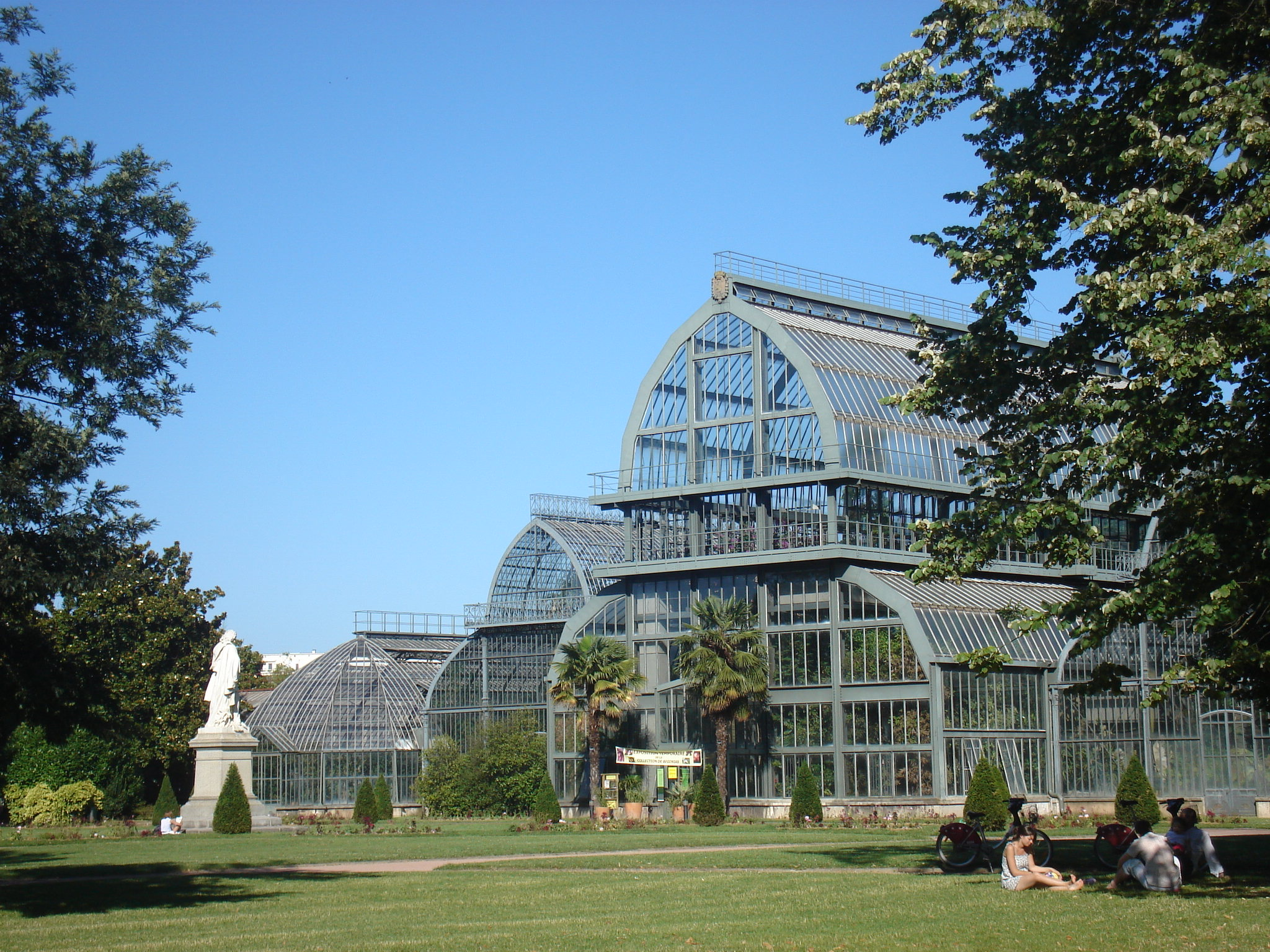
Die großen Gewächshäuser im Jardin botanique de Lyon
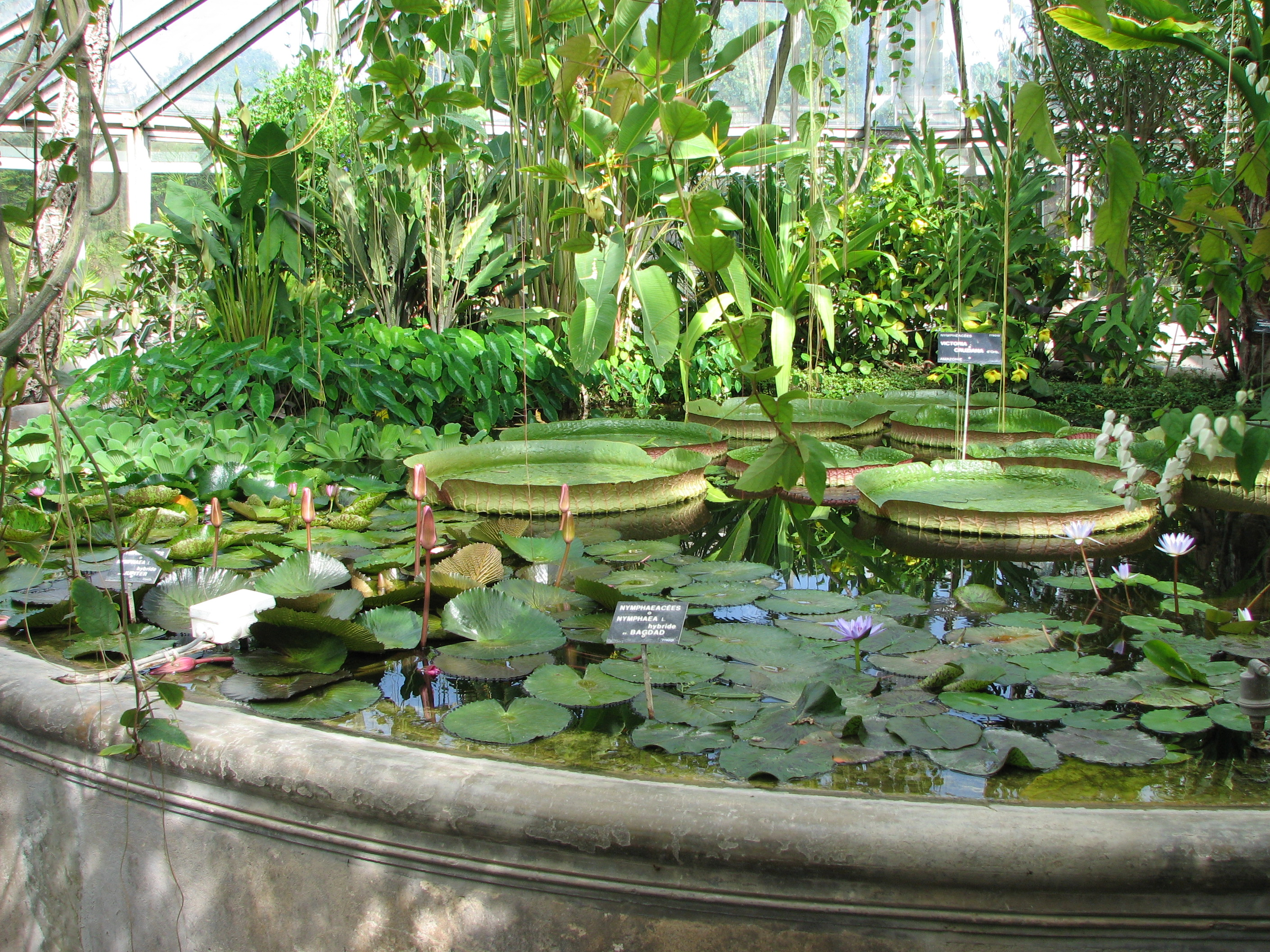
Die Amazonas-Riesenseerose im Gewächshaus Victoria

### Geschichte der Orangerie
Eine Orangerie war schon für das Projekt des Planetarium im (Revulitions-)Jahr für den 3 fructidor an IV (20. August 1796) von der Verwaltung des Departement Rhone vorgesehen. Man wollte eine Möglichkeit für die Überwinterung von frostempfindlichen Pflanzen schaffen. Ursprünglich war geplant, die an das Kloster der Wüste angrenzenden Gebäude zu erwerben, um diese Orangerie zu ermöglichen. Bis 1819 befand sich diese "Orangerie" auf der linken Seite nach dem Eingang des Gartens in der Straße Montée des Carmélites 9. Das Gebäude entsprach jedoch nicht den in es gesetzten Erwartungen, obwohl es gegen Osten ausgerichtet war. 1819–1820 wurde dann die eigentliche Orangerie an dieser Stelle errichtet, die dank der Verglasung für die Überwinterung der Pflanzen angepasster war.
Ab 1831 hielt Seringe, der damalige Direktor, regelmäßig kostenlose Sommerkurse zu 15 Einheiten ab, die vor allem für die Schüler der Kunstschule des Palais Saint-Pierre stattfanden.
Im Jahr 1857, als der botanische Garten innerhalb des heutigen Parc de la Tête d’Or nach Brotteaux verlegt wurde, wurde dem Landschaftsarchitekt Bühler aufgetragen, eine neue Orangerie zu errichten. Das war dann letztlich jene, die hierher verlegt wurde. Es handelt sich um das einzige Gebäude, das Stein für Stein abgebaut und hier wieder aufgebaut wurde. Es wurde dann entlang der Eisenbahnlinie errichtet, ziemlich nahe am Eingang zum Eingang (Boulevard Stalingrad).
Hier überwintern Orange, Zitrone, Agave und andere Pflanzen, die Temperaturen um 0 °C standhalten. Die Heizung wird durch zwei Öfen sichergestellt, die jeweils an einen eigenen Kamin angeschlossen sind und mit Kohle und Holz versorgt werden. Ein Gärtner, der im Park wohnt, ist damit beauftragt, die Heizung zu überwachen und muss für Ordnung in der Orangerie sorgen: anstreichen der Pflanzenkübel, der Türen und Fenster, sowie der Eisenteile. Diese Arbeiten wurden nicht streng genug eingehalten, so dass 1896 das Gebäude vom Verfall bedroht war. Es hat 27.861,50 F gekostet, als es 1825 restauriert wurde.
Viele Pflanzen, die zur Dekoration in der Stadt stehen (Zitrusfrüchte, aber auch Palmen, Oleander und Agaven) kommen zur Überwinterung in die Orangerie. 1887 ist sie zu klein geworden, um alle Blumenkübel zum Überwintern aufzunehmen und konnte nur 41 von 63 übernehmen. Die übrigen Pflanzen wurden in den großen Gewächshäusern und in einem extra dafür hergerichteten Hangar in Gerland eingelagert. Diese Lösung war nicht zufriedenstellend, man beschloss ein neues Gewächshaus zu bauen (Das aktuelle Haus Madagaskar), um Palmen, Oleander und Agaven lagern zu können und so vor allem die Orangerie zu vergrößern.
Die Vergrößerung wurde 1899 beschlossen und eine Fläche von 230 m² für 30.000 F. wurde überbaut. Zwei Seitenwände, die in jeder Hinsicht dem Ursprungsgebäude ähnliche sind, wurden mit Steinen von Tournus erbaut (mit Ausnahme der Säulen, Basen und Kapitelle, die aus Steinen von Villebois bestehen). Der Plan von damals war, sich genau an der Vorlage zu orientieren.
Der Bauunternehmer (ein M. Leclerc) wurde Ende August 1900 angehalten, die Arbeiten zu beschleunigen, damit der erste Teil der Orangerie, der an das alte Gebäude anstieß, fertig werde und das Dach mit dem alten Bau verbunden werden kann, weil das ehemalige Gebäude spätestens am 10. September geschlossen und sein Dach dann nicht mehr bearbeit werden soll. Mit den Dacharbeiten des Herrn Leclerc war man aber nicht zufrieden, denn es gab 1901 viele Gossen (Risse) vor allem an den Stellen, wo das neue mit dem alte Dach verbunden war, so dass der Putz von der Decke bröckelte. Dies war im März 1902 immer noch nicht repariert! Der «gute Ruf» der Orangerie gipfelte 1904 in die Aussage: Für den Gärtner Philibert Chabot ist ein Zimmer im Speicher hergerichtet, denn sein aktuelles Zimmer entspricht nicht den Hygienevorschriften.
Die Orangerie wurde offenbar wenig gepflegt seit sie zum Park gehörte. Jede notwendige Maßnahme wurde in aller Eile durchgeführt:
- Im September 1910 erhob sich wieder die Frage, ob das Dach repariert werden musste, denn die Dachrinnen waren beschädigt und bedrohten das Gebälk.
- Im Juli 1917 bröckelte das steinerne Gesims am Pavillon der Orangerie.
- 1926 musste das Dach wieder repariert werden.
- Im August 1940 war das Dachgebälk brüchig und musste repariert werden.

Schließlich wurde 1990 das gesamte Gebäude überholt und der Boden mit Platten belegt. Das Gebäude wird heute dazu benutzt, zusammen mit dem Park oder alleine Ausstellungen zu organisieren. Seine Verwaltung ist in der Hand des Grünflächenamts und hat damit die Bedeutung als Winterquartier, mit wenigen Ausnahmen, verloren.
Die wichtigsten Ausstellungen der letzten Jahre waren folgende:
- September 1994: Die Ausrichtung von Veranstaltungen im Zusammenhang mit der Rathausausstellung "Die Blume, der Baum und das Kind", die anlässlich des 150. Jahrestages der Société Lyonnaise d’Horticulture organisiert wurde
- November 1994: Die von der Agence d’Urbanisme organisierte Ausstellung über die Zukunft des Park de la Feyssine
- Mai–Juni 1995: Die 2. nationale Ausstellung über den Mais mit dem Titel «Le maïs tout un monde de savoir» (etwa: Alles Wissenswerte über den Mais), organisiert von der Vereinigung der Maisanbauer zusammen mit der Stadt Lyon und mehreren Lebensmittelproduzenten

## Liste der Direktoren des Gartens
- Jean-Emmanuel Gilibert (1796–1808)
- Gaetano Nicodemi (1803–1804)
- Abbé Gaspard Dejean (1808–1819)
- Jean-Baptiste Balbis (1819–1830)
- Louis-Henri Latil de Thimecourt (1830)
- Nicolas Charles Seringe (1830–1858)
- Gustave Bonnet (1859–1870)
- Jean-Joseph Faivre, Professor (1871–1879)
- Louis Cusin, naturwissenschaftlicher Helfer (1879–1880)
- Gustave Dutailly (1880–1881)
- Antoine Magnin, Professor (1881–1884)
- Léon Guignard (1884–1887)
- René Gerard (1887–1926)
- Louis Faucheron (1926–1937)
- Robert Douin (1937–1964)
- Paul Berthet (1964–1998)
- Serge Cianfarini und Christian Dumas (1999–2000)
- Frédéric Pautz (2000–2016)
- Gilles Deparis (ab 2016)

## Pflanzensammlung
Die aktuelle Pflanzensammlung wird in den Gewächshäusern oder im Freien den Besuchern dargeboten. Hier einige bemerkenswerte Angebote:
- Rosengewächse
- Farne und Bambus
- Orchideen
- Pfingstrosen, Bromeliengewächse, Pelargonien, Passionsblumen, Begonien, Dahlien und Indisches Blumenrohr
- Aronstabgewächse, Pfeilwurzgewächse, Mittagsblumengewächse, Commelinagewächse, Gesneriengewächse, Palmfarne
- Sukkulenten, Fleischfressende Pflanzen
- Seerosengewächse
- Alpine Pflanzen
- Geophyten aus Südafrika und dem Mittelmeerraum
- Heckenkirschen, Schneeball und Waldreben

## Herbarium
Die Forscher von heute kombinieren molekulare Studien und botanische Taxonomie, um die Pflanzen aus aller Welt kennenzulernen und zu klassifizieren. Das Studium von getrockneten Proben, die im Herbarium aufbewahrt werden, ist daher immer noch nützlich. So tragen die heute hier arbeitenden Botaniker immer noch zur Vertiefung des Wissens über Pflanzen und der Entdeckung neuer Arten bei (In 2007 waren es 45 neue Erkenntnisse.).
Das Herbarium hat eine Fläche von 60 m² und enthält etwa 213 000 Artefakte. Die Sammlung besteht hauptsächlich aus Phanerogamen und Pteridophyten, aber auch aus Moose, Flechten, Algen und Pilzen. Diese Muster wurden seit dem 17. Jahrhundert gesammelt und stammen hauptsächlich aus der Gegend um Lyon aber auch aus weiter entfernten Regionen, wie zum Beispiel aus Neu-Kaledonien oder aus Französisch-Guyana.

## Bibliothek
Die Aufgabe der Bibliothek besteht darin, den Forschern und Spezialisten sowie einem breiten Publikum einen leichten Zugang zu botanischen Dokumenten und Informationen zu gewähren.
Der Grundstock der Bibliothek des Botanischen Gartens wird auf über 6 000 Werke, einschließlich Kurzkommentare und Zeitungen, geschätzt. Die digitale Erfassung ist abgeschlossen und erlaubt den Zugriff auf mehr als 4 500 monografische Werke, darunter allein 500 historische Dokumente (darunter mehr als 200 von vor dem 18. Jahrhundert).
Unter anderen Werken umfasst die Bibliothek Dokumente über die Flora aus aller Welt und Spezialartikel (Flieder, Orchideen, Farne). Sie sammelt und erhält mehr als 40 Zeitschriften aus Botanik (Curtis’s Botanical Magazine), Gartenbau und Umwelterziehung.

## Samensammlung
Die Aufgabe des Samensammlung besteht darin, Samen aus der freien Natur oder aus Gärten zu gewinnen, um die Pflanzen in einer Sammlung vorzuhalten (Bewahrung von seltenen oder vom Aussterben bedrohte Pflanzen). Gärten in aller Welt tauschen ihre Samenbestände untereinander aus, um den jeweiligen Bestand aufzufrischen. Es gibt mehr als 450 Stellen für Samensammlungen. Die Graineterie (Samensammlung) des Parc de la Tête d’Or enthält mehr als 5 000 Samenspezialitäten, mehrjährige oder einjährige. Die Sammler meinen, dass die Samen nach zwei Jahren ihre Kraft verlieren. Daher gibt es in jedem Sammelkasten zwei Abteile: In der ersten werden die Samen vom aktuellen Jahr aufbewahrt und in der anderen die vorjährigen; jedes Jahr werden dann die älteren ausgetauscht.